# PGC 1278432
LEDA/PGC 1278432 ist eine Galaxie im Sternbild Schlange nördlich der Ekliptik. Sie ist schätzungsweise 447 Millionen Lichtjahre von der Milchstraße entfernt. Vom Sonnensystem aus entfernt sich das Objekt mit einer errechneten Radialgeschwindigkeit von näherungsweise 10.000 Kilometern pro Sekunde.
Gemeinsam mit NGC 5955 und PGC 55516 bildet sie eine optische Galaxienkette.
Im selben Himmelsareal befinden sich unter anderem die Galaxien NGC 5952, PGC 55448, PGC 1277587, PGC 2816968.